# Dekolonizacja Afryki
Dekolonizacja Afryki – proces historyczny, który toczył się na znacznym obszarze kontynentu afrykańskiego po zakończeniu II wojny światowej. Polegał on na uzyskiwaniu samodzielności i suwerenności przez terytoria pozostające dotychczas w posiadaniu kolonialnym państw europejskich (Wielkiej Brytanii, Francji, Hiszpanii, Portugalii, Belgii i Włoch) oraz formowaniu się nowych, niezawisłych państw afrykańskich.
Usamodzielnianie się kolonii nie było ograniczone wyłącznie do Afryki, lecz obejmowało wszystkie kontynenty, gdzie istniały zamorskie posiadłości państw europejskich. Bardzo ważnym katalizatorem przemian była II wojna światowa, za sprawą której elity polityczne metropolii kolonialnych dokonały przewartościowania dotychczasowego spojrzenia na świat oraz na swoje w nim miejsce.

## Tło ustrojowo-polityczne
Po zakończeniu II wojny światowej mocarstwa kolonialne nie mogły lekceważyć wkładu kolonii w zwycięstwo nad państwami Osi. Wobec rozpoczynającej się w Europie zimnej wojny liczyły na ich lojalność oraz bogactwa naturalne, mając jako przeciwnika ZSRR oraz jego satelitów. Opinia publiczna krajów europejskich opowiadała się w większości przeciwko kolonializmowi. Wielka Brytania już w 1947 r. zaakceptowała niepodległość Indii i Pakistanu. Francja i Holandia podjęły wysiłki, mające na celu utrzymanie posiadłości kolonialnych w południowo-wschodniej Azji, jednak bez sukcesu. Niepowodzenie Holandii w ponownym podporządkowaniu sobie Indonezji było oczywiste już w 1950 r., podczas gdy wojska francuskie poniosły dotkliwą klęskę w bitwie pod Dien Bien Phu w Indochinach cztery lata później. Wyrazem zmieniającego się układu sił politycznych na świecie była wojna algierska, trwająca w latach 1954-1962, zakończona klęską Francji i uzyskaniem przez Algierię niepodległości, oraz wojna w Wietnamie dekadę później, również będąca dowodem trudności z podporządkowaniem sobie przez mocarstwo światowe lokalnego, niebogatego przecież społeczeństwa.
Patrząc z perspektywy historycznej europejski podbój Afryki nastąpił dość szybko. Upraszczając, powiedzieć można, iż wystarczyły trzy dekady, od 1880 do 1910 r. by dokonać aneksji większości terytoriów afrykańskich, zamienionych następnie na kolonie. Upadek władzy kolonialnej nastąpił jeszcze szybciej, wystarczyły dwie dekady między 1955 a 1975 r. W międzyczasie zmienił się na świecie cały układ geopolityczny: europejskie mocarstwa kolonialne po zakończeniu II wojny światowej znalazły się w cieniu dwóch nowych potęg światowych: USA i ZSRR, które nie dysponowały koloniami w Afryce. Posiadłości kolonialne straciły więc wartość jako argument w rywalizacji między mocarstwami europejskimi. Siła ideologicznego uzasadnienia kolonializmu osłabła wraz z pojawieniem się ruchów potępiających rasizm oraz szowinizm kulturowy, które odgrywały ogromną rolę w inicjatywach elit europejskich na przełomie XIX i XX w. Przestano uważać „cywilizowanie ludów pierwotnych na innych kontynentach” za etyczne. Wręcz przeciwnie, utrzymywanie kolonii wbrew woli ich mieszkańców wywoływało sprzeciw opinii publicznej na świecie.
Były to jednak tylko czynniki dodatkowe, mniej istotne niż kwestie wydatków finansowych na wojsko. U schyłku XIX w. korzyści z posiadania kolonii w Afryce nie były duże, wówczas jednak wydatki na podporządkowanie sobie lokalnych królestw były niewspółmiernie niskie. W trzeciej ćwierci XX w. zyski z kolonii afrykańskich były dużo lepsze, choć i tak niezbyt imponujące, znaczne były natomiast koszty walki ze zorganizowanymi ruchami narodowowyzwoleńczymi. Do połowy XX w. zarówno europejskie mocarstwa kolonialne, jak też nowe mocarstwa światowe dysponowały znaczną przewagą wojskową i technologiczną. W latach 50. XX w. przewaga ta została zniwelowana poprzez coraz powszechniejsze prowadzenie przez lokalne oddziały walki partyzanckiej, w której niewielkie ugrupowania mogły podjąć walkę z liczniejszymi i dobrze wyposażonymi oddziałami wojsk konwencjonalnych. Potwierdzeniem były walki w Indonezji, Indochinach i Algierii, które miały miejsce mniej więcej w tym samym czasie. Żaden europejski kraj nie był w stanie unieść takich wydatków, choć zaakceptowanie tego faktu nie nastąpiło od razu.

## Rok uzyskania niepodległości przez poszczególne państwa

### 1847
- Liberia

### 1910
- Południowa Afryka

### 1922
- Egipt

### 1951
- Libia

### 1956
- Maroko
- Sudan
- Tunezja

### 1957
- Ghana

### 1958
- Gwinea

### 1960
- Czad
- Dahomej (później  Benin)
- Demokratyczna Republika Konga (później  Zair, później  Demokratyczna Republika Konga)
- Gabon
- Górna Wolta (później  Burkina Faso)
- Kamerun
- Kongo
- Republika Malgaska (później  Madagaskar)
- Mali
- Mauretania
- Niger
- Nigeria
- Republika Środkowoafrykańska (później  Cesarstwo Środkowoafrykańskie, później  Republika Środkowoafrykańska)
- Senegal
- Somalia
- Togo
- Wybrzeże Kości Słoniowej

### 1961
- Sierra Leone
- Tanganika (później część  Tanzanii)

### 1962
- Algieria
- Burundi
- Rwanda
- Uganda

### 1963
- Kenia
- Zanzibar (później część  Tanzanii)

### 1964
- Malawi
- Tanzania
- Zambia

### 1965
- Gambia

### 1966
- Botswana
- Lesotho

### 1968
- Gwinea Równikowa
- Mauritius
- Suazi (później  Eswatini)

### 1974
- Gwinea Bissau

### 1975
- Angola
- Komory
- Mozambik
- Republika Zielonego Przylądka
- Wyspy Świętego Tomasza i Książęca

### 1976
- Seszele

### 1977
- Dżibuti

### 1980
- Zimbabwe

### 1990
- Namibia